# Aecidium alibertiae
Aecidium alibertiae é uma espécie de cogumelos pertence ao grupo Basidiomycota e foi descrita pela primeira vez por Joseph Charles Arthur, em 1922. Aecidium alibertiae pertence à ordem Aecidium, ordem Pucciniales, ordem Pucciniomycetes, ordem Basidiomycota.
Este tipo de fungo pode ser encontrado em:
- Trinidad e Tobago

Não há tipos listados como este.